# Darth & Vader
Darth & Vader é um projeto brasileiro de música eletrônica do gênero electro house, formado em 2009 inicialmente como um duo pelos DJs e produtores Hugo Castellan e Diego Becker, e sendo comandado apenas por Hugo desde o início de 2012. O projeto chegou a figurar no top 10  de vendas da Beatport entre as faixas de electro house, o que trouxe certo reconhecimento para o grupo, que passou a ter faixas como “Return of the Jedi” tocadas e remixadas por DJs já consagrados na cena eletrônica, como Moby, Armin Van Buuren e Skrillex.